# Vaulnaveys-le-Bas
Vaulnaveys-le-Bas é uma comuna francesa na região administrativa de Auvérnia-Ródano-Alpes, no departamento de Isère.